# Pessinus
Koordinaten: 39° 19′ 53,3″ N, 31° 34′ 59,5″ O
Pessinus ist eine antike Stadt in Phrygien (Kleinasien), heute Ballıhisar, 13 km von Sivrihisar im gleichnamigen Bezirk der türkischen Provinz Eskişehir entfernt. John Garstang will es mit dem hethitischen Šallapu gleichsetzen. Pessinus gilt als Ursprungsort des anatolischen Kybele-Kults. Im Heiligtum befand sich ein schwarzer Meteorit, der 205/4 v. Chr. nach Rom übergeführt wurde. Nach der Legende wurde der erste Tempel von König Midas errichtet (8. Jh. v. Chr.).
Erhalten sind Reste des späteren hellenistischen Tempels mit großen Schautreppen.
Ab 1967 fanden dort Ausgrabungen durch die Universität Gent  statt. 2009 übernahmen australische Archäologen die weitere Erforschung von Pessinus.
Besonders beeindruckend sind auch die schwarzen Konturen des heiligen Berges Dindymos. Im Dorf Ballıhisar findet man ein kleines Museum.